# Communauté de communes des Portes du Luberon
Die Communauté de communes des Portes du Luberon ist ein ehemaliger französischer Gemeindeverband mit der Rechtsform einer Communauté de communes im Département Vaucluse in der Region Provence-Alpes-Côte d’Azur. Sie wurde am 12. Dezember 2002 gegründet und umfasste sieben Gemeinden. Der Verwaltungssitz befand sich im Ort Cadenet.

## Historische Entwicklung
Mit Wirkung vom 1. Januar 2017 wurde der Gemeindeverband aufgelöst und seine Mitgliedsgemeinden auf die
- Communauté de communes Territoriale Sud-Luberon und
- Communauté d’agglomération Luberon Monts de Vaucluse

aufgeteilt.

## Ehemalige Mitgliedsgemeinden
1. Cadenet
2. Cucuron
3. Lauris
4. Lourmarin
5. Puget
6. Puyvert
7. Vaugines